# Pitcairnia puberula
Pitcairnia puberula là một loài thực vật có hoa trong họ Bromeliaceae. Loài này được Mez & Donn.Sm. miêu tả khoa học đầu tiên năm 1894.